# Jack Agazarian
Jack Charles Stanmore Agazarian (* 19. Dezember 1916 in London; † 29. März 1945 im Konzentrationslager Flossenbürg) war ein britischer Agent armenisch-französischer Herkunft, der in Frankreich für die Special Operations Executive (SOE) arbeitete. Er wurde von den Nationalsozialisten gefangen genommen und getötet.

## Leben und Tätigkeit als Agent
Der Sohn eines Armeniers und einer Französin besuchte die Schule sowohl in England als auch in Frankreich. Als der Zweite Weltkrieg ausbrach, trat Agazarian der Royal Air Force bei. Dort wurde er von der SOE als Funker rekrutiert.
Im Dezember 1942 ging Agazarian nach Paris, um sich dem neu formierten Prosper Network der SOE anzuschließen. Kurze Zeit später lernte er dort seine Frau Francine kennen. In Paris arbeitete er gelegentlich für Henri Dericourt, einem Piloten der französischen Luftwaffe, dessen Aufgabe es war, Landeplätze für die aus England angeflogenen und per Fallschirm landenden SOE-Agenten und Treffpunkte zu arrangieren. Nach einer gewissen Zeit schöpfte Agazarian Verdacht und stellte die Loyalität Dericourts in Frage. Er berichtet seine von anderen Agenten geteilten Verdachtsmomente nach London.
Inzwischen bekam die Gestapo Wind von Agazarians Aktivitäten und versuchte, ihn mit allen Mitteln festzunehmen, wobei Agazarian mehrmals nur knapp einer Festnahme entkam. Währenddessen äußerte der SOE-Teamleiter Francis Suttill seine Bedenken wegen der riskanten, permanenten Präsenz von Agazarian auf feindlichem Territorium.
Am 16. Juni 1943 kehrte Agazarian nach England zurück und versuchte vergeblich, seine Vorgesetzten Nicholas Bodington und Maurice Buckmaster von seinem Verdacht gegen Dericourt zu überzeugen. Dennoch, als die Agentin Noor Inayat Khan den Kontakt verlor, war das Hauptquartier sehr beunruhigt. Leo Marks, SOEs Kopf für Kodierungen und Chiffren war der Überzeugung, dass Gilbert Norman, der Funker der Gruppe, bereits von den Deutschen kontrolliert wurde.
Daraufhin beschlossen Agazarian und Bodington, der weiterhin skeptisch war, dem Unternehmen Prosper Network ein Ende zu setzen. Sie verließen England am 22. Juli 1943 und kamen nach Frankreich. Bodington arrangierte vom Hauptquartier aus ein Treffen mit Gilbert Norman an einer vorher abgestimmten Adresse an der Rue de Rome in der Nähe des Bahnhofs Saint-Lazare in Paris. Obwohl die Gefahr bestand, dass es sich bei diesem Treffen um eine Falle handeln würde, schlug Agazarian vor, selbst anstelle von Bodington dieses Treffen durchzuführen.

## Gefangenschaft
Die das Prosper-Netzwerk betreffenden Befürchtungen erwiesen sich schließlich als zutreffend. Die Nationalsozialisten hatten das Netzwerk tatsächlich infiltriert und Agazarian wurde am Treffpunkt gefangen genommen. Drei Mitglieder des Netzwerkes, die Kurierin Andrée Borrel, der Leiter Francis Suttill und der Funker Gilbert Norman waren bereits seit dem 23. Juni in Gefangenschaft und Normans Funknachrichten waren von den Deutschen initiiert. Norman hatte vor, die Zentrale über seine Gefangenschaft zu informieren, indem er den Deutschen den zweiten Teil der Sicherheitskontrolle nicht preisgab, was sie anfänglich auch nicht merkten. Als London jedoch Norman in einer kurzen Antwort aufforderte den fehlenden Teil zu korrigieren, waren die Deutschen ziemlich frustriert. Norman wurde gefoltert und später in das KZ Mauthausen geschickt und dort exekutiert.
Die Verhaftung Agazarians war ein gewaltiger Coup für die deutsche Seite. Nachdem er im Gefängnis von Fresnes, dem Centre pénitentiaire de Fresnes sechs Monate lang brutalsten Foltermethoden ausgesetzt war, brachte man ihn nach KZ Flossenbürg. Dort verbrachte er die Zeit unter elenden Zuständen in Einzelhaft, bis er am 29. März 1945 exekutiert wurde.
Henri Dericourts Rolle im Misslingen des Unternehmens Prosper Network bleibt ungeklärt. Er wurde nach dem Krieg als Doppelagent angeklagt, aber aus Mangel an Beweisen freigesprochen.

## Ehrung
Jack Agazarian zeigte während der ganzen Zeit große Tapferkeit und Hingabe zu seinen Verpflichtungen trotz ständiger Gefahr. Er wird für seine Verdienste im Zweiten Weltkrieg am Runnymede Memorial in Surrey, England in Ehren gehalten. In Valençay im Département Indre in Frankreich ehrt seit dem 6. Mai 1991 das Valençay-SOE-Mahnmal den 50. Jahrestag der Entsendung der ersten Agenten der F-Sektion nach Frankreich.